# Yo-Yo (Canción)
«Yo-Yo» es el tercero sencillo en solitario de la artista británica Nicola Roberts, incluido en su primer álbum de estudio, Cinderella's Eyes, de 2011. Fue escrito por Roberts, Tikovoi y Von Doll. El lanzamiento digital oficial fue el 6 de enero de 2012, cuando salió a la venta en el Reino Unido e Irlanda. El lanzamiento de sencillo en CD fue el 9 de enero de 2012, en el Reino Unido.

## Video
El video fue grabado en el noroeste de Londres.

## Historial de lanzamientos
| País        | Fecha              | Discográfia     | Formato          |
| ----------- | ------------------ | --------------- | ---------------- |
| Irlanda     | 6 de enero de 2012 | Polydor Records | Descarga digital |
| Reino Unido | 6 de enero de 2012 | Polydor Records | Descarga digital |
| Reino Unido | 9 de enero de 2012 | Polydor Records | Sencillo de CD   |